# Angels & Airwaves
Gli Angels & Airwaves sono un gruppo musicale rock alternativo/emo fondato da Tom DeLonge, chitarrista dei Blink-182, con la collaborazione del chitarrista David Kennedy, del quale ha fatto parte anche l'ex-bassista dei The Distillers Ryan Sinn (sostituito in seguito da Matt Wachter, ex Thirty Seconds to Mars) e fino all'ottobre 2011 Atom Willard, ex-batterista dei The Offspring, sostituito da Ilan Rubin che ha accompagnato i Nine Inch Nails nel loro ultimo tour. La band è conosciuta anche come AVA (nel quale la V sarebbe una A capovolta), che è anche il nome della figlia di Tom DeLonge.
Il nome e il marchio della band sono stati registrati da DeLonge il 24 giugno 2005.
La band ha pubblicato finora sei dischi, We Don't Need to Whisper, I-Empire, Love, Love Part 2,  The Dream Walker e Lifeforms e il 17 giugno 2008 ha anche pubblicato il DVD-Documentario Start the Machine. Il giorno di San Valentino del 2011 è uscito Love, il film omonimo all'album che ne è la colonna sonora. Prodotto dalla band, il film girerà intorno a differenti temi, tra cui amore e speranza.
Gli Angels & Airwaves hanno venduto più di 2 milioni di album in tutto il mondo.

## Storia del gruppo

### We Don't Need to Whisper(2005-2007)
Tom DeLonge ha cominciato a lavorare sul progetto poco dopo lo scioglimento dei Blink-182, avvenuto nel febbraio 2005. Tra un rumor e l'altro su una possibile riunione della band, DeLonge decise di non dare né interviste né apparizioni televisive. Si concentrò intanto nella realizzazione del primo album del suo nuovo progetto, negli studi di registrazione di casa sua. Nel settembre 2005, Tom annunciò alla rivista Kerrang! i suoi progetti.
La band pubblicò il primo singolo, The Adventure, quando un fan riuscì a mettere le mani su quattro demo della band che vennero diffuse tra le stazioni radio e su Internet. Qualche tempo dopo, l'album We Don't Need to Whisper è uscito in contemporanea mondiale il 23 maggio 2006.
L'album è stato certificato disco d'oro in Canada e disco d'argento negli Stati Uniti, ed è arrivato alla quarta posizione della classifica Billboard 200.
Successivamente dall'album sono usciti altri singoli, Do It for Me Now in America, e It Hurts in Europa.

### I-EmpireeStart the Machine(2007-2008)
Il 30 maggio 2007 Tom DeLonge ha annunciato l'uscita del secondo album del gruppo, intitolato I-Empire, contenente 12 tracce, tra cui una versione live di It Hurts, registrato a Del Mar.
Il 14 giugno 2007 gli Angels & Airwaves hanno partecipato ad una chat con i loro fan dove hanno rivelato particolari del nuovo album e notizie su un film in produzione, anch'esso dal nome I-Empire.
L'uscita dell'album era confermata per il 23 ottobre 2007 ma poi è stata posticipata al 6 novembre 2007, anche se era già disponibile dal 1º novembre sul loro sito, a pagamento.

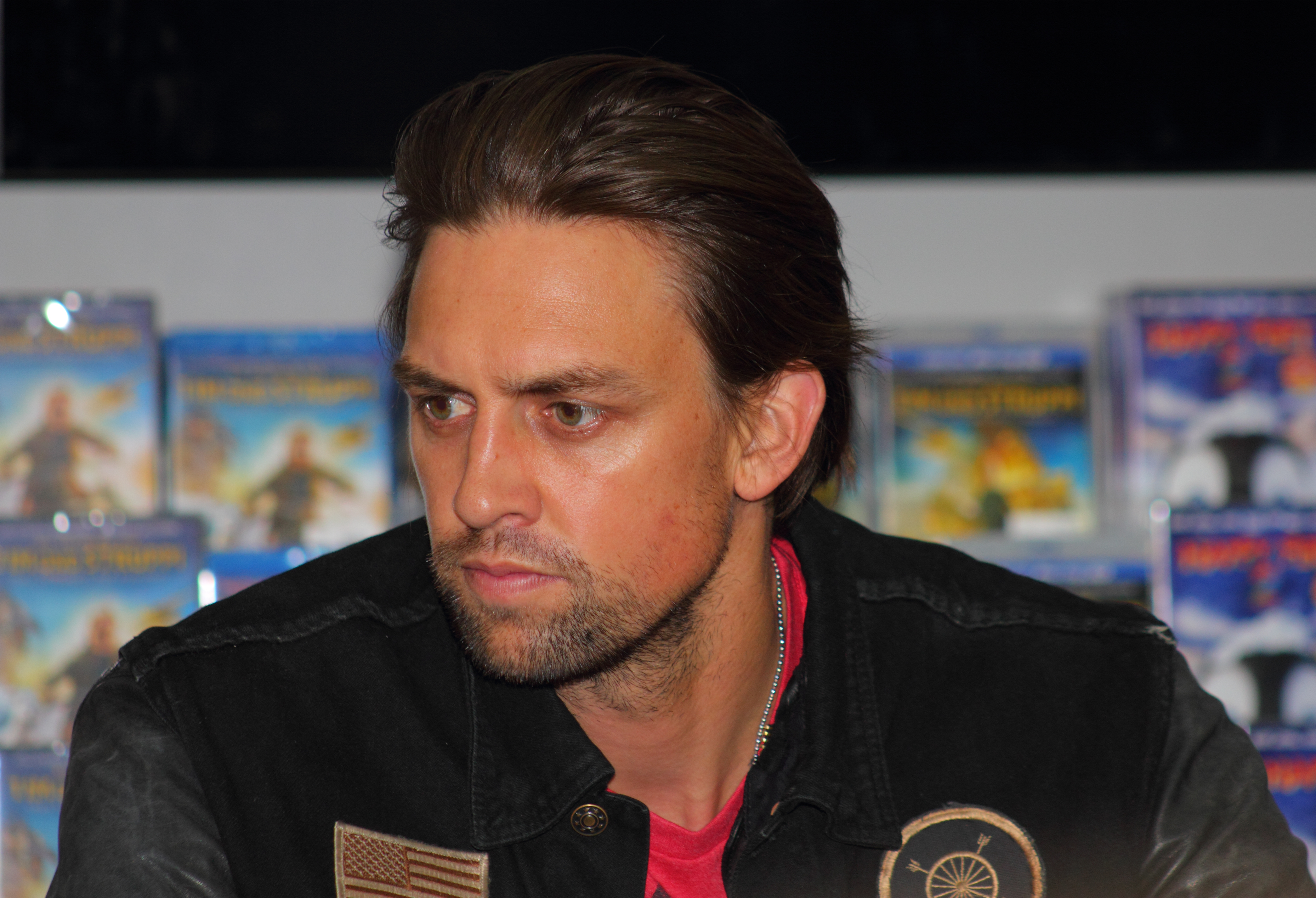
David Kennedy

L'album debuttò nella chart Billboard 200 alla posizione numero 9, con vendite pari a 66 000 copie nella sua prima settimana. Ha invece toccato la vetta della classifica iTunes Top Album.
Il primo singolo estratto è stato Everything's Magic. La band filmò successivamente il video per il loro secondo singolo, Secret Crowds, il 20 e 21 gennaio, e la première fu mandata in onda al canale MTV2 il 25 febbraio 2008.
Durante il tour di I-Empire, Tom DeLonge si è dilettato a suonare alcune reinterpretazioni dei Blink-182 e dei Box Car Racer, tra cui Down, I Miss You, Not Now, Reckless Abandon, There is e My First Punk Song.
Il 17 giugno 2008 è uscito negli Stati Uniti d'America il documentario Start the Machine, diretto dal regista Mark Eaton, che racconta la storia della band, dallo scioglimento dei Blink-182 all'album di debutto.
Gli Angels & Airwaves hanno inoltre preso parte del Warped Tour 2008, per tutta la sua durata, partecipando a Meet and Greet con i Premium Member del loro sito ufficiale Modlife. La band chiude il 2008 con un tour statunitense in supporto dei Weezer, assieme ai Tokio Police Club.

### Love: il doppio album e il film (2009-2012)
Per iniziare le registrazione del loro "Epic Third Album", la band è tornata negli studi il 4 gennaio 2009, dopo aver terminato il tour in supporto dei Weezer a fine 2008.
Nonostante la reunion dei Blink-182, avvenuta l'8 febbraio 2009 alla cerimonia dei Grammy Awards, Tom DeLonge ha annunciato che gli Angels & Airwaves non si scioglieranno e che continuerà a suonare in entrambe le band. Lo stesso DeLonge ha dichiarato poi, via ModCam, che molto probabilmente il film in produzione I-Empire, che inizialmente doveva accompagnare il precedente disco, cambierà nome, e si intitolerà come il nuovo album, e avrà quest'ultimo come colonna sonora. Notizia che viene confermata il 18 giugno 2009 in un'intervista per Billboard, dove dichiara che il titolo del film, omonimo al terzo album, sarà LOVE.
Mentre DeLonge si accinge a prepararsi per il tour estivo dei Blink-182, anche gli altri membri della band si dedicano ad altri progetti. Atom Willard sarà in tour per tutta l'estate con i Social Distortion in Europa, mentre Matt Watcher, bassista della band, presterà la sua presenza agli Street Drum Corps durante le sessioni di registrazione.
Nel luglio 2009 la band pubblicò sul sito ufficiale un teaser del nuovo album "Love".
Il trailer termina con la comparsa del nuovo logo della band, che riprende molto dallo Stemma della Massoneria, sul quale è presente la scritta in latino "ET DUCIT MUNDUM PER LUCE", che tradotto in italiano sta per "E guida il mondo con la luce".
Venerdì 30 ottobre 2009 il trailer ufficiale del film è stato pubblicato nella sezione dedicata ai trailer sul sito della Apple.
Dopo aver terminato il tour estivo con i Blink-182, Tom DeLonge si è detto pronto per tornare con gli Angels & Airwaves per finire di registrare Love.
Il 29 novembre 2009 il chitarrista David Kennedy annuncia su ModCam che il singolo Hallucinations, è stato mixato ed è pronto per essere pubblicato, senza però dare date precise. Il 17 dicembre Fuel TV pubblica sul suo sito un'esclusiva anteprima di Hallucinations, che sarebbe stato pubblicato alla vigilia di Natale.
Il 2 febbraio 2010, a 12 giorni dalla release del terzo album, sempre Fuel TV, con cui la band ha firmato una partnership per pubblicizzare l'album, rende noto che Love sarà disponibile sul loro sito 2 giorni prima, ovvero il 12 febbraio 2010.
La band si è recentemente attivata con ONE, l'organizzazione umanitaria fondata da Bono Vox, impegnata nella lotta contro la povertà nel mondo. Love può essere peraltro scaricato anche dal sito di quest'ultima.
La band ha confermato su Facebook che l'album è stato scaricato 350.000 volte nei primi due giorni dalla release, 20.000 delle quali solo nella prima ora. Il 6 marzo, i dati affermano che Love è stato scaricato più di mezzo milione di volte. Atom Willard rese noto durante un'intervista che i download hanno raggiunto quota un milione durante il tour.
Dopo l'uscita di Love, la band ha annunciato le date del tour americano per promuovere l'album. Il tour, che comprende 42 date tra USA e Canada, vede la band come headliner accompagnati dai Say Anything come gruppo di apertura.
La prima esibizione dal vivo della band dopo più di un anno prende luogo a Los Angeles, durante una puntata del Jimmy Kimmel Show, dove gli AVA suonano cinque canzoni di cui tre dall'ultimo album.
Continua inoltre il rapporto con Fuel TV, che manda in onda un concerto di dieci canzoni, durato circa un'ora, il 27 marzo 2010 per continuare a promuovere la band.
Finito il LOVE Tour, Tom DeLonge si prepara al tour europeo dei Blink-182, con i quali sta anche registrando un nuovo album; afferma inoltre che gli altri membri della band continueranno comunque a lavorare con gli Angels & Airwaves, componendo la colonna sonora del film.
Il 13 luglio 2010 sempre Tom DeLonge si rivolge ai fan tramite Modlife affermando che il film è quasi pronto e sarebbe uscito nella primavera 2011 assieme a Love Part 2, notizia che ha creato confusione tra i fan in quanto ancora non era chiaro se LOVE 2 sarebbe stato un vero e proprio album di inediti oppure una edizione estesa di LOVE con in aggiunta musiche e contenuti extra per accompagnare l'uscita del film.
Il 30 ottobre 2010, DeLonge pubblica un video su Facebook in cui dichiara che il "tanto atteso film" uscirà il 14 febbraio 2011 assieme alla seconda parte di Love, un anno esatto dopo l'uscita di quest'ultimo. La seconda metà dell'album conterrà sia musiche dal film che vere e proprie canzoni. Assieme al film e al nuovo album la band si accingerà anche a promuovere entrambi tramite concerti e messe in onda del film, sia in festival che in teatri, dove la band stessa sarà presente.
L'album Love: Part 2 esce l'11 novembre 2011, anticipato dal video del singolo Anxiety diffuso su YouTube l'11 agosto 2011.
Il 4 ottobre 2011 il batterista Atom Willard lascia la band; nonostante ciò, la batteria dell'album Love Part 2 è comunque stata registrata da lui.
Il 20 ottobre 2011 Ilan Rubin viene annunciato come nuovo batterista colmando il vuoto lasciato da Atom Willard, congedatosi amichevolmente dalla band poche settimane prima.
A settembre 2012 gli AVA rientrano in studio per registrare un nuovo album che dovrebbe vedere luce entro la fine dell'anno. Il 28 ottobre esce in rete la nuova canzone della band, Diary, distribuita in una chiavetta assieme ai Gold Package di settembre 2012. La canzone è in realtà una versione estesa di un pezzo della colonna sonora del film Love, già utilizzata come intro nei concerti del 2012 e riadattata dal batterista Ilan Rubin e, in seguito, aggiunta di una parte vocale negli ultimi 2 minuti della canzone.
L'8 novembre 2012 esce sul sito ufficiale la notizia che il 18 dicembre uscirà un doppio EP intitolato Stomping the Phantom Break Pedal, contenente tre canzoni del film Love e cinque remix dell'album omonimo.

### The Dream Walkere il filmPoet Anderson(2014-2017)
Nel gennaio 2013 iniziano a registrare l'album The Dream Walker.
Il 1º aprile 2014, con una foto su Instagram, Tom Delonge annuncia che il 31 ottobre 2014 uscirà un nuovo film, Poet Anderson: The Dream Walker. L'uscita dell'album e del film sono state poi posticipate a dicembre 2014.
L'8 luglio 2014 Tom DeLonge annuncià che il nuovo bassista degli Angels And Airwaves sarà Eddie Breckenridge.
Fra settembre e ottobre, i nomi di Eddie Breckenridge e di David Kennedy furono rimossi dall'elenco dei membri sulla pagina ufficiale di Facebook della band, creando così confusione tra i fan.
In una recente intervista, DeLonge ha dichiarato che entrambi sono ancora nella band, quindi probabilmente i nomi furono rimossi perché l'album The Dream Walker ha visto coinvolti quasi esclusivamente Tom e Ilan.
Il 20 ottobre la band pubblica il primo trailer di Poet Anderson: The Dream Walker annunciando come data d'uscita il 9 dicembre.
Il 31 ottobre la band ha reso disponibile il primo singolo dell'album, The Wolfpack, mentre il 12 novembre esce il video ufficiale.
Il 17 novembre la band pubblica il secondo singolo Bullets in the Wind.
Il 1º dicembre esce Tunnels, ultimo singolo prima dell'uscita dell'album.

### Lifeforms(2017-oggi)
Nel febbraio 2017, DeLonge ha annunciato che avrebbe diretto un film, Strange Times, che sarebbe stato basato sulla sua serie di graphic novel con lo stesso nome. Il film doveva contenere nuove canzoni degli Angels & Airwaves, mentre il prossimo album sarebbe servito come colonna sonora. La produzione del film doveva iniziare alla fine del 2017, ma a dicembre 2018, DeLonge ha annunciato che avrebbe invece adattato i romanzi in una serie televisiva e che avrebbe agito come produttore piuttosto che come regista.
Ad agosto, l'EP We Don't Need to Whisper - Acoustic è stato annunciato e pubblicato il 25 agosto 2017. DeLonge ha dichiarato di "voler dare qualcosa ai fan mentre la band lavora alla colonna sonora del prossimo film Strange Times".
Nell'aprile 2018, DeLonge ha confermato che sia David Kennedy che Matt Wachter si erano riuniti alla band e avrebbero contribuito al nuovo album.
Nell'aprile 2019, la band ha firmato un contratto discografico con Rise Records. Il 30 aprile, la band ha pubblicato un primo singolo, Rebel Girl. Il lancio ha confermato l'attuale formazione della band composta da DeLonge, Kennedy e Rubin, senza alcuna spiegazione per l'assenza di Wachter data dalla band o dallo stesso bassista. Dopo l'uscita, la band ha annunciato un tour in Nord America di 23 date, che avrebbe visto come protagonista l'ex bassista dei Taking Back Sunday, Matt Rubano. La band ha suonato il loro primo spettacolo dal vivo in sette anni il 28 agosto 2019, a Solana Beach, in California, dove ha anche debuttato un'altra nuova canzone, Kiss & Tell, prima di essere ufficialmente pubblicata il giorno successivo.
Nel novembre 2019, la band ha annunciato i piani per un tour invernale a partire da dicembre, nonché una data di uscita prevista per l'album nel 2020. A metà del tour a gennaio, le date rimanenti sono state riprogrammate dopo che a DeLonge è stata diagnosticata un'infezione delle vie respiratorie superiori. Le date inizialmente posticipate sono state infine cancellate ad aprile a causa della pandemia COVID-19 negli Stati Uniti. In risposta alla pandemia, la band ha scritto una nuova canzone intitolata All That's Left Is Love, che è stata pubblicata il 16 aprile 2020. È stato anche rivelato che tutti i profitti realizzati dalla canzone sarebbero stati donati al fondo COVID-19 di Feeding America.
Il 19 maggio 2021 la band ha distribuito una nuova canzone, Euphoria e il corrispettivo video musicale. Poco più di due mesi dopo, il 29 luglio 2021, la band pubblica il singolo Losing My Mind, estratto dal nuovo album.
Il 24 settembre 2021 esce il sesto album in studio, intitolato Lifeforms.

## Formazione

### Formazione attuale
- Tom DeLonge – voce, chitarra, sintetizzatori
- Ilan Rubin – batteria, tastiere, sintetizzatori
- David Kennedy – chitarra, sintetizzatori
- Matt Rubano – basso, tastiere, sintetizzatori[30]

### Ex componenti
- Ryan Sinn – basso
- Atom Willard – batteria, percussioni
- Eddie Breckenridge – basso[29]
- Matt Wachter –  basso, tastiere, sintetizzatori

## Discografia

### Album in studio
- 2006 – We Don't Need to Whisper
- 2007 – I-Empire
- 2010 – Love
- 2011 – Love Part 2
- 2014 – The Dream Walker
- 2021 – Lifeforms

## Videografia

### Video musicali
- 2006 – The Adventure
- 2006 – Do It for Me Now
- 2007 – Call to Arms
- 2007 – Everything's Magic
- 2008 – Secret Crowds
- 2008 – Breathe
- 2010 – Hallucinations
- 2011 – Anxiety
- 2012 – Surrender
- 2012 – Diary
- 2014 – The Wolfpack
- 2015 – Tunnels
- 2019 – Rebel Girl
- 2019 – Kiss & Tell
- 2020 – All That's Left is Love
- 2021 – Euphoria

### Cortometraggi
- 2006 – The Adventure
- 2006 – It Hurts
- 2006 – The Gift
- 2006 – The War
- 2007 – Everything's Magic

## Filmografia
- 2008 – Start the Machine
- 2011 – Love
- 2014 – Poet Anderson: The Dream Walker